# Темирбаев, Мойдун
Мойдун Темирбаев — советский хозяйственный, государственный и политический деятель.

## Биография
Родился в 1934 году в киргизской семье в кишлаке Паиз-Булак. Член ВКП(б) с 1963 года.
С 1952 года — на хозяйственной, общественной и политической работе. В 1952—1994 гг. — рабочий шахты, в Советской Армии, навалоотбойщик шахты «Капитальная», бригадир проходчиков шахты «Северная» рудоуправления «Таш-Кумыруголь» города Таш-Кумыр Ошской области Киргизской ССР.
Избирался депутатом Верховного Совета СССР 7-го, 8-го и 9-го созывов от Таш-Кумырского избирательного округа Ошской области.
Умер в 1994 году. 